# 比查达省
比查達省（Departamento del Vichada）是哥倫比亞東部的一個省。東鄰委內瑞拉，北界梅塔河，東界奧里諾科河，南界瓜維亞雷河，托莫河、比查達河在中部流過。面積105,947平方公里，2018年人口为77,276人。首府卡雷尼奧港。
1991年7月4日設省。下分四個自治市。